# 黃翠如 (香港)
黃翠如（1980年10月23日—），香港女藝人，前有線電視女藝員，現為無綫電視經理人合約女藝員。父親是上市公司聯旺集團執行董事兼行政總裁黃永華，丈夫是無綫電視男藝員蕭正楠。

## 背景
黃翠如原籍廣東潮州，讀小一時一家人由木屋區搬到馬鞍山恆安邨，跟歌手容祖兒和王祖藍是樓上樓下的鄰居，三人識於微時。她曾就讀基督教香港信義會馬鞍山信義學校；2000年預科畢業於五旬節林漢光中學，會考獲25分（1A5B）。中學期間曾自中四年級起加入校內戲劇學會，中六時當了學會主席。1997年，黃翠如赴英國修讀戲劇進修，回港後曾擔任舞台劇演員。2003年畢業於香港浸會大學傳理學院公關及廣告系後，於廣告公司做客戶服務的暑期工作，同年被余詠珊選中而加入香港有線電視。
另外，她是上市公司聯旺集團（港交所：8217）其中一名執行董事兼行政總裁黃永華的女兒，於股份上市當日曾到港交所出席上市儀式。
當消息傳出指黃翠如賺了不少資金，但是黃翠如指出，對股票投資來說不認識，也從沒有進帳上述該父親公司。<ref>父親公司上市瘋漲數十倍　市值超TVB　黃翠如：我沒有一毫子進帳 {{Wayback|url=https://www.thestandnews.com/finance/%E7%88%B6%E8%A6%AA%E5%85%AC%E5%8F%B8%E4%B8%8A
1. ↑  .   [2024-09-21]. （原始内容存档于2024-09-21）.
2. ↑  . 無綫電視.   [2020-05-05]. （原始内容存档于2015-02-08）.
3. ↑  . 香港01. 2020年6月21日.
4. ↑  . 太陽報. 2014年7月7日  [2014年7月7日]. （原始内容存档于2021年7月11日）.
5. ↑  . 蘋果日報(香港). 2013年5月18日  [2013年5月20日]. （原始内容存档于2017年8月7日）.
6. ↑  . 香港教師戲劇會.   [2021-04-09]. （原始内容存档于2021-01-28）.
7. ↑  YouTube上的《鏗鏘集》–青春萬歲
8. ↑  .   [2016-04-12]. （原始内容存档于2017-03-27）.
9. ↑  .   [2016-04-12]. （原始内容存档于2016-07-23）.

1. ↑  資料出自無綫電視於2016年播出的綜藝節目《我愛香港》第4集。